# Gmina Tregan
Gmina Tregan (alb. Komuna Tregan) – gmina  położona w środkowej części Albanii. Administracyjnie należy do okręgu Elbasan w obwodzie Elbasan. W 2011 roku populacja gminy wynosiła 3036, w tym 1515 kobiet oraz 1521 mężczyzn, z czego Albańczycy stanowili 84,72% mieszkańców.
W skład gminy wchodzi dwanaście miejscowości: Tregan, Blerimas, Bizhdan, Çikallesh, Gurisht, Kaçivel, Kyçyk, Muçan, Shinavlash, Shilbater, Trepsenisht, Tudan.